# کولتورتو
کولتورتو (به ایتالیایی: Colletorto) یک کومونه در ایتالیا است که در استان کامپوباسو واقع شده‌است.

## خصوصیات
کولتورتو ۳۵٫۹ کیلومترمربع مساحت و ۱٬۹۸۲ نفر جمعیت دارد و ۵۰۸ متر بالاتر از سطح دریا واقع شده‌است.

## خواهرخوانده
شهرهای Saint-Yrieix-sur-Charente، باری (ایتالیا)، لفکارا، السونمدی، Pelplin و Xgħajra خواهرخوانده‌های کولتورتو هستند.